# Nowe Miasto nad Pilicą
Nowe Miasto nad Pilicą este un oraș în Polonia.